# Chantal Chamberland
Chantal Chamberland (sinh 1 tháng 12 năm 1965) là một ca sĩ nhạc Jazz người Montreal, Canada.

## Tiểu sử
Chamberland được nuôi nấng bởi bà và dì của bà ta và họ luôn để nhạc trong nhà, loại nhạc Big band, Ella Fitzgerald, và nhạc Pháp của Jacques Brel và Edith Piaf. Có thể vì vậy nó đã vào tiềm thức của bà từ lúc còn thiếu niên, khiến bà sau này ưa thích hát nhạc Jazz. Khuyến khích bởi phản ứng từ khán giả, Chantal thu âm đĩa This Is Our Time 2002, 2004 Serendipity Street và 2005 Dripping Indigo. Năm và phản ứng tích cực mà cô nhận được đúng theo dõi. Năm 2004 Chantal có cơ hội xuất hiện tại Liên hoan nhạc Jazz quốc tế Montreal trước 100.000 khán giả. Không chỉ ở Canada bà còn có cả thính giả ưa thích ở Hoa Kỳ.